# Maxera inclusa
Maxera inclusa là một loài bướm đêm trong họ Noctuidae.